# Pavlo Isenko
Pavlo Andrijovyč Isenko (in ucraino Павло Андрійович Ісенко?; Poltava, 21 luglio 2003) è un calciatore ucraino, portiere dell'U Craiova.

## Caratteristiche tecniche
Nel 2023 è stato inserito nella lista dei 100 candidati per il Golden Boy.

## Carriera

### Club
Isenko è cresciuto nel settore giovanile del Vorskla dove è stato promosso in prima squadra nel 2020. Ha esordito il 24 luglio nell'incontro di Kubok Ukraïny contro il Mariupol', dove è entrato in campo al minuto 119' ed ha parato 3 rigori permettendo alla sua squadra di vincere l'incontro e raggiungere la finale della competizione. Poche settimane dopo ha esordito anche in Prem"jer-liha contro il L'viv.
Nel gennaio del 2023, in seguito alla cessione di Dmytro Riznyk, è stato scelto come nuovo portiere titolare del Vorskla.

### Nazionale
Fra il 2019 ed il 2020 ha giocato sette incontri con l'Ucraina Under-17.

## Statistiche

### Presenze e reti nei club
Statistiche aggiornate al 27 marzo 2024.
| Stagione        | Squadra         | Campionato      | Campionato | Campionato | Coppe nazionali | Coppe nazionali | Coppe nazionali | Coppe continentali | Coppe continentali | Coppe continentali | Altre coppe | Altre coppe | Altre coppe | Totale | Totale | Totale |
| Stagione        | Squadra         | Comp            | Pres       | Reti       | Comp            | Pres            | Reti            | Comp               | Pres               | Reti               | Comp        | Pres        | Reti        | Pres   | Reti   |        |
| --------------- | --------------- | --------------- | ---------- | ---------- | --------------- | --------------- | --------------- | ------------------ | ------------------ | ------------------ | ----------- | ----------- | ----------- | ------ | ------ | ------ |
| 2019-2020       | Vorskla         | PL              | 2          | 0          | CU              | 1               | 0               |                    | -                  | -                  |             | -           | -           | 3      | 0      |        |
| 2020-2021       | Vorskla         | PL              | 0          | 0          | CU              | 0               | 0               |                    | -                  | -                  |             | -           | -           | 0      | 0      |        |
| 2021-2022       | Vorskla         | PL              | 0          | 0          | CU              | 0               | 0               | UECL               | 0                  | 0                  |             | -           | -           | 0      | 0      |        |
| 2022-2023       | Vorskla         | PL              | 15         | -17        | CU              | 0               | 0               | UECL               | 0                  | 0                  |             | -           | -           | 15     | -17    |        |
| 2023-2024       | Vorskla         | PL              | 21         | -28        | CU              | 2               | 0               | UECL               | 2                  | -4                 |             | -           | -           | 25     | -32    |        |
| Totale carriera | Totale carriera | Totale carriera | 38         | -45        |                 | 3               | 0               |                    | 2                  | -4                 |             | -           | -           | 43     | -49    |        |